# Rîzîne, Zvenîhorodka
Rîzîne (în ucraineană Ризине) este o comună în raionul Zvenîhorodka, regiunea Cerkasî, Ucraina, formată numai din satul de reședință.

## Demografie
Componența lingvistică a comunei Rîzîne
     Ucraineană (98,35%)
     Rusă (1,37%)
     Alte limbi (0,09%)
Conform recensământului din 2001, majoritatea populației comunei Rîzîne era vorbitoare de ucraineană (98,35%), existând în minoritate și vorbitori de rusă (1,37%).